# Kína közlekedése
A kínai közlekedés az elmúlt években jelentős növekedésen és bővülésen ment keresztül. Bár Kína közlekedési rendszere a hatalmas területet átszelő közlekedési csomópontok kiterjedt hálózatából áll, a csomópontok általában a gazdaságilag fejlettebb tengerparti területeken és a nagyobb folyók mentén fekvő belföldi városokban koncentrálódnak. Kína közlekedési infrastruktúrájának fizikai állapota és kiterjedtsége földrajzilag nagyon eltérő. Míg a távoli, vidéki területek még mindig nagyrészt a nem gépesített közlekedési eszközökre támaszkodnak, a városi területek a legkülönfélébb modern lehetőségekkel büszkélkedhetnek, beleértve a Sanghaj belvárosát a Sanghaj-Putungi nemzetközi repülőtérrel összekötő mágnesvasút-rendszert. A repülőterek, utak és vasutak építése a következő évtizedben hatalmas foglalkoztatási lendületet fog adni Kínában.
A mai Kína közlekedési rendszereinek nagy része a Népköztársaság 1949-es megalakulása óta épült. A vasút, amely a távolsági közlekedés elsődleges módja, gyors növekedésen ment keresztül, elérve a 139 000 km hosszúságot, ami a világ második leghosszabb hálózatává teszi (2016). 1950 előtt csak 21 800 km hosszúságú vasútvonal volt. A kiterjedt vasúthálózathoz tartozik a világ leghosszabb és legforgalmasabb NSV-hálózata, amely 2019 végére 35 000 km nagysebességű vonalakkal rendelkezik. Míg a vasúti közlekedés a legnépszerűbb helyközi közlekedési forma maradt, a légi közlekedés is jelentős növekedésen ment keresztül az 1990-es évek vége óta. Az olyan nagy repülőterek, mint a pekingi nemzetközi repülőtér és a Sanghaj Pudong nemzetközi repülőtérrel a világ legforgalmasabbjai közé tartoznak. 2017 végén mintegy 34 metrórendszer működött Kína-szerte, köztük a világ legnagyobb és legforgalmasabb metróhálózatai közé tartozó metróhálózat. A világ 12 legnagyobb hosszúságú metróhálózata közül jelenleg hét Kínában található, emellett számos BRT, Light rail és gyorsvasútvonal épül jelenleg, vagy van tervezés alatt országszerte. Az autópálya- és úthálózat is gyors bővülésen ment keresztül, ami a gépjárműhasználat gyors növekedését eredményezte Kína-szerte. A kormány által az 1990-es években indított, az ország gyorsforgalmi utakkal való összekötésére irányuló erőfeszítés a Nemzeti Autópálya Rendszeren keresztül 2012 végére mintegy 97 000 kilométerre bővítette a hálózatot, így Kínáé lett a világ leghosszabb gyorsforgalmi úthálózata, megelőzve ezzel a korábbi vezető Amerikai Egyesült Államokat is.

## Vasút

Kína vasúthálózatának térképe

A vasút a fő közlekedési mód Kínában. 2019-ben a kínai vasutak 3,660 milliárd utast szállítottak, ami 1 470,66 milliárd utaskilométert jelentett, és 4,389 milliárd tonna árut szállítottak, ami 3,018 milliárd árutonna-kilométert jelentett; mindkét forgalmi volumen a legmagasabbak közé tartozik a világon. A nagy forgalom, amelyet a kínai vasúthálózat bonyolít, kritikus jelentőségűvé teszi azt Kína gazdasága számára. A kínai vasúti rendszer a világ vasúti szállítási volumenének 24%-át bonyolítja le a világ vasútvonalainak mindössze 6%-án. Kína rendelkezik a világ második leghosszabb vasúthálózatával; 2020-tól 146 300 km hosszú. 2019-ben a hálózat mintegy 71,9%-a villamosított volt.
2011-ben Kína vasúti állományában 19 431 mozdony volt az országos vasúti rendszer tulajdonában. A leltárban a közelmúltban mintegy 100 gőzmozdony is szerepelt, de az utolsó ilyen mozdony, amely 1999-ben épült, ma már turisztikai látványosságként üzemel, míg a többit kivonták a kereskedelmi forgalomból. A fennmaradó mozdonyok vagy dízel-, vagy elektromos meghajtásúak. További 352 mozdony a helyi vasutak tulajdonában van, 604-et pedig vegyesvállalati vasutak üzemeltetnek. A nemzeti vasút tehervagonjainak száma 622 284, a személyszállító kocsiké 52 130.
A korlátozott tőke, a túlterhelt infrastruktúra és a folyamatos korszerűsítés szükségessége miatt az országos vasúti rendszer, amelyet a Vasúti Minisztérium irányít a regionális részlegek hálózatán keresztül, takarékos költségvetéssel működik. A teherszállítási ágazatban 2003-tól kezdve engedélyezték a külföldi tőkebefektetéseket, és 2006-ban megnyílt a nemzetközi nyilvános részvénykibocsátás. A vasúti rendszer jobb tőkésítése és reformja érdekében a Vasúti Minisztérium 2003-ban három állami részvénytársaságot hozott létre: China Railways Container Transport Company, China Railway Special Cargo Service Company és China Railways Parcel Express Company.
Az elmúlt évtizedekben a vasúti közlekedés Kínában jelentősen megnőtt a szállított áruk és utasok mennyisége. 1980 óta a szállított áruk mennyisége (metrikus tonna szorozva a megtett kilométerekkel) 305%-kal, az utasok mennyisége (millió utas szorozva a megtett kilométerekkel) pedig 485%-kal nőtt. Ugyanezen időszak alatt a vasútvonalak teljes hossza csak 34%-kal nőtt.

### Nagysebességű vasút

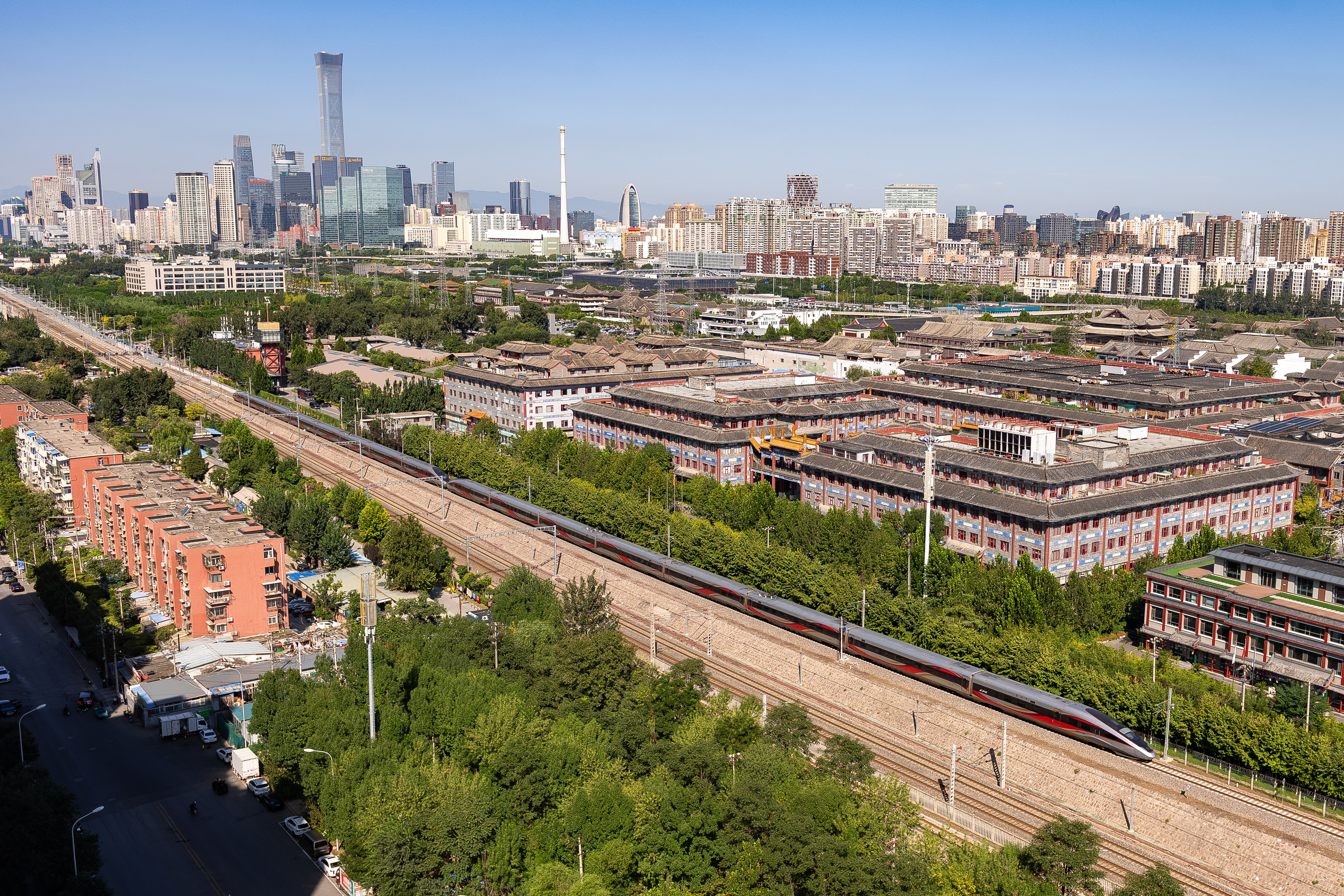
Nagysebességű motorvonat Peking közelében

A Kínai Népköztársaság nagysebességű vasúthálózata a világ leghosszabb és legkiterjedtebb hálózata, amelynek teljes hossza 2022 végén elérte a 42 000 kilométert. A nagysebességű vasúthálózat újonnan épített, 200–350 km/h tervezési sebességű vasútvonalakat foglal magában. A kínai NSV a világ összes nagysebességű vasúthálózatának hosszának a kétharmadát tette ki 2019-ben. Az NSV-vonatok, a pálya és a szolgáltatás szinte teljes egészében a China Railway Corporation tulajdonában van és a China Railway High-speed (CRH) márkanév alatt működik.